# Allan Cuthbertson
Allan Darling Cuthbertson (Perth, Nyugat-Ausztrália, 1920. április 7. – London, 1988. február 8.) ausztráliai születésű brit színpadi, film- és televíziós színész. Legismertebb filmszerepeit, „skatulyából kihúzott”, szigorú katonatiszteket az 1950-es, 1960-as évek brit és amerikai háborús filmjeiben játszotta, később tehetséges vígjátéki szereplőként is sikereket aratott.

## Élete

### Származása, tanulmányai
A nyugat-ausztráliai Perth városában született, Ernest Cuthbertson és Isobel Ferguson Darling fiaként. Már egészen fiatalon szerepelt a rádióban és színjátszó társulatokban. A második világháború alatt repülő hadnagyként szolgált az Ausztrál Királyi Légierőben 1941. december 6-tól 1947. július 1-ig. A háború végétől a haditengerészet légimentő szolgálatánál szolgált.

### Színészi pályája
1947-ben Nagy-Britanniába utazott, és klasszikus színpadi szerepeket vállalt Londonban. Hamarosan a bromptoni Bolton’s Theatre Club színpadán játszotta Romeót Shakespeare Rómeó és Júlia-jában. Hamarosan eljutott a West Endre, játszott Láertészt a Hamletben, Aimwellt George Farquhar: The Beaux’ Stratagem (Szépfiúk hadtervé)-ben, Octavius Robinsont George Bernard Shaw Ember és felsőbbrendű ember-ében, és egy sor más klasszikus főszerepet is.
Már 1947-től kezdve kapott filmszerepeket is, elsősorban „snájdig” katonatisztek szerepét osztották rá, ami abban az időben tipikusnak volt tekinthető a katonaviselt fiatal férfiszínészeknél. 1954-ben a Carrington V.C.-ben egy közhelyszerű csapattisztet játszott Davis Niven mellett, 1958-ban rövid szerepben feltűnt a Sivatagi támadás c. háborús film kezdeti képkockáin. 1960-ban Eric Simpson századost alakította A dicsőség hangjai-ban Alec Guinness mellett, majd 1961-ben ismét egy merev vezérkari tisztet játszott a Navarone ágyúiban. 1962-ben tanárt játszott A tárgyalás c. filmdrámában, Laurence Olivier mellett. A Bosszúállók (The Avengers) kalandfilmsorozat négy epizódjában kapott szerepet. 1963-ban mellékszerepben feltűnt az Egér a Marson vígjátékban, 1966-ban rendőrnyomozót alakított A fehér apácák titka című Edgar Wallace-krimiben.
Az 1970-es évektől vígjátékokban is bizonyította tehetségét. 1975-ben nagy tetszést aratott a Waczak szálló szappanoperában, ahol megint csak egy katonabajszos, szigorú angol tisztet, Hall ezredest alakította. 
A BBC számos műsorában és sorozatában megjelent, így Tommy Cooper, Dick Emery és Frankie Howerd beszélgető-műsoraiban, a V Men krimisorozatban. 1970-ben Wright ezredest alakította a Minden lében két kanál vígjáték-sorozat The Square Triangle című filmjében. A Terry és June sorozatban Tarquin Spry-t, az idegesítő szomszédot játszotta. 
1973–1976 között visszatérő vendége volt a The Morecambe & Wise Show című szórakoztató műsornak. 
Az 1985-ös A sötétség pereme (Edge of Darkness) thriller-sorozatban Mr. Chilwellt, a saját szakállára nyomozó szóvivőt játszotta. Egyik utolsó tévészerepét, Mr Horrobint Michael Palin East of Ipswich c. vígjátékában alakította, amelyet a Screen Two sorozatban sugároztak.

### Magánélete
Dr. Gertrude Willner jogásznőt vette feleségül, aki a nácik által megszállt Csehszlovákiából emigrált Londonba, ahol tanárnőként dolgozott. Egy örökbe fogadott fiút neveltek fel. Utolsó éveiben Cuthbertson Nagy-London Surbiton negyedében (Kingston upon Thames kerületben) élt feleségével, itt is hunyt el 1988. február 8-án.

## Fontosabb filmszerepei
- 1947: Mary Rose, tévéfilm; Harry
- 1954: Carrington V.C.; Henniker alezredes
- 1955: Veszélyes üdvözlőlap (Portrait of Alison); Henry Carmichael
- 1956: A sosemvolt ember (The Man Who Never Was); altengernagy
- 1956: The Count of Monte Cristo, tévésorozat; Metz
- 1956: Anasztázia (Anastasia); szőke férfi
- 1957: The Man Who Was Two, tévésorozat; Dickerson dandártábornok
- 1957: The Passionate Stranger; Dr. Stevenson
- 1957: Robin Hood kalandjai (The Adventures of Robin Hood); Malbete
- 1958: Jog és zűrzavar (Law and Disorder); rendőrfelügyelő
- 1958: Sivatagi támadás (Ice Cold in Alex); törzstiszt
- 1958: A nagy manőver (I Was Monty’s Double); gárdatiszt
- 1958: Hely a tetőn (Room at the Top); George Aisgill
- 1959: Szövetség az ördöggel (Shake Hands with the Devil); százados
- 1959: The Devil’s Disciple; brit hadnagy
- 1959: Killers of Kilimanjaro; Sexton
- 1959: Az északnyugati határszél (North West Frontier); monoklis tiszt
- 1959: The Stranglers of Bombay; Christopher Connaught-Smith százados
- 1960: A dicsőség hangjai (Tunes of Glory); Eric Simpson százados
- 1961: Navarone ágyúi (The Guns of Navarone); Baker őrnagy
- 1961: Szabálytalan bűntény (Man at the Carlton Tower); Cowley főfelügyelő
- 1962: A tárgyalás (Term of Trial); Sylvan-Jones
- 1962: Freud: a titkos szenvedély (Freud); Wilkie
- 1962: Gyors Lady (The Fast Lady); Bodley
- 1963: Kilenc óra Ráma oltáráig (Nine Hours to Ram); Goff kapitány
- 1963: Egér a Holdon (The Mouse on the Moon); delegátus a Fehér házban
- 1963: Benny Hill, tévésorozat; Trevor Johnson
- 1963: Keserű aratás (Bitter Harvest); Mr. Eccles
- 1963-1964: No Hiding Place, tévésorozat; Michaelson / Derek Patterson
- 1964: A hetedik nap (The 7th Daw); Cavendish
- 1963-1965: Dixon of Dock Green, tévésorozat; több szerepben
- 1964-1965: Gideon′s Way, tévésorozat; Donald Ross őrnagy / Bill Parsons főfelügyelő
- 1965: A Crossbow akció (Operation Crossbow); német műszaki tiszt
- 1965: Sherlock Holmes, tévésorozat; Walter ezredes
- 1960-1965: The Edgar Wallace Mystery Theatre, tévésorozat; több szerepben
- 1966: Az óriás árnyéka (Cast a Giant Shadow); bevándorlási tiszt
- 1964-1966: Redcap, tévésorozat; Stokely őrnagy
- 1966: The Man Who Never Was, tévésorozat; Mr. Prindle
- 1966: Riporterek gyöngye (Press for Time); Ballard főállamügyész
- 1966: A fehér apácák titka (The Trygon Factor); Thompson nyomozó
- 1966-1967: Orlando, tévésorozat; Ronald Hawtrey
- 1967: Az Angyal kalandjai (The Saint), tévésorozat; Hannerly ezredes
- 1967: Rakéta a Holdra (Jules Verne’s Rocket to the Moon); Scuttling   - Jules Verne
- 1967: The Fellows, tévésorozat; Astley
- 1967: Egy hatpennys fele (Half a Sixpence); Wilkins
- 1968: Sanctuary, tévésorozat; Borwick százados
- 1961-1968: Bosszúállók (The Avengers), tévésorozat; több szerepben
- 1969: Bűnös Davey (Sinful Davey); Douglas százados
- 1969: Némó kapitány és a víz alatti város (Captain Nemo and the Underwater City); Lomax
- 1970: Szerencsevadászok (The Adventurers); Hugh
- 1970: Még egyszer (One More Time); Mr. Belton
- 1970: Az előadás (Performanc); ügyvéd
- 1971: Gyújtogatók (The Firechasers); Jarvis
- 1971: Minden lében két kanál (The Persuaders!s), tévésorozat; That’s Me Over There c. rész; Wright ezredes
- 1972: Jason King, tévésorozat; Rutledge
- 1973: An Evening with Francis Howerd, tévésorozat; önmaga
- 1974: Disneyland, tévésorozat; Diamonds on Wheels c. évad; Gus Ashley
- 1974: Házi áldás (Bless This House), tévésorozat; nyomozó őrmester
- 1975: Crown Court, tévésorozat; The Also Ran c. évad; Howard Summers
- 1975: Waczak szálló (Fawlty Towers), tévésorozat; Hall ezredes
- 1976: Whodunnit?; tévésorozat, miniszterelnök
- 1971-1976: The Dick Emery Show, tévésorozat; önmaga
- 1979: Kalandos történetek (Ripping Yarns), tévésorozat; Daintry őrnagy
- 1980: Tengeri farkasok (The Sea Wolves); Melborne
- 1980: Ipi-apacs (Hopscotch); Sir Giles Chartermain
- 1980: A kristálytükör meghasadt (The Mirror Crack’d); Peter Montrose
- 1983: Forrongó világ (The Winds of War), tévé-minisorozat; Tillet vezérőrnagy
- 1981-1983: Terry and June, tévésorozat; Tarquin
- 1985 Invitation to the Wedding; Barrington tábornok
- 1985: Vacsora tizenhármasban ( Thirteen at Dinner), tévéfilm; Sir Montague Corner  - Agatha Christie
- 1985: A sötétség pereme (Edge of Darkness), tévé-minisorozat; Mr. Chilwell
- 1987: Screen Two, tévésorozat, East of Ipswich c. rész; Mr Horrobin
- 1987: Still Crazy Like a Fox, tévéfilm; Monty Clayton